# Пемали
Пемали — район в Индонезии, в провинции Банка-Белитунг, в округе Банка. Население — 22 803 чел. (2011).

## География и климат
Пемали расположен на северо-востоке острова Банка, недалеко от города Сунгайлиат. 
Климат в Пемали очень тёплый и влажный.

## Административное деление и население
В состав кечаматана (района) входит ряд населённых пунктов:
| Округ       | Мужчины | Женщины | Итого | Площадь, км² |
| ----------- | ------- | ------- | ----- | ------------ |
| Пенямун     | 1698    | 1672    | 3021  | 41           |
| Пемали      | 1876    | 1839    | 3715  | 9,88         |
| Айр-Дурен   | 1670    | 1577    | 3247  | 7,65         |
| Айр-Руай    | 2195    | 2020    | 4215  | 11,575       |
| Каря-Макмур | 2610    | 2370    | 4980  | 3,515        |
| Семпан      | 1750    | 1526    | 3276  | 54,25        |

Таким образом, общая численность населения Пемали в пределах административно-территориального образования (района) составляет 22 803 чел., население одноимённой деревни — 3715 чел.
Основным занятием местных жителей является сельское хозяйство.